# Oxfordshire
Oxfordshire (abreviado Oxon, do Latim Oxonia) é um condado no sudeste da Inglaterra, tendo fronteira com os condados de Northamptonshire, Buckinghamshire, Berkshire, Wiltshire, Gloucestershire e Warwickshire.

## História
Oxford é primeiramente mencionado em 912, e o condado de Oxfordshire foi formado por volta de 1007, mas as pessoas vivem neste lugar há muito mais tempo. As misteriosas "Pedras Rollright" datam mais ao menos do ano 2000 a.C. A vila romana Leigh do Norte foi construída no local na Idade do Ferro, por volta do ano 100.

### A segunda cidade
Depois da conquista dos normandos, o Castelo de Oxford foi construído por Robert D'Oyley, e a cidade atraiu os reis sucessivos. As casas do reis foram construídas na presente Rua Beaumont e a norte em Woodstock.
Quando o governo foi expulso de Londres pela epidemia ou política, geralmente vinham para Oxford. Em 1155, Oxford ganhou um alvará real, eventualmente seguido por outros burgos mais importantes, tal como Henley-on-Thames (1526), Banbury (1554) e Lascar Norton (1607).
Oxfordshire era parte da Diocese de Lincoln, mas teve o seu próprio bispo em 1542.

## Educação
O condado possui uma das mais respeitadas universidades do mundo, a Universidade de Oxford.

## Economia
Oxfordshire sempre foi um condado agrícola, mas algumas indústrias notáveis compareceram. Os Peluches de Shutford e as luvas de Woodstock eram bem conhecidas, e a mundialmente famosa indústria dos "Cobertores Witney Blanket" iniciada no século XVII. Em 1874, a esposa de Frank Cooper fez a primeira quantidade do famoso doce de laranja de Oxford.